# Provincia Nakhon Ratchasima
Nakhon Ratchasima (în thailandeză นครราชสีมา) este o provincie (changwat) din Thailanda. Situată în regiunea de Nord-Est, provincia Nakhon Ratchasima are în componența sa 32 districte (amphoe), 263 de sub-districte (tambon) și 3743 de sate (muban). 
Cu o populație de 2.566.665 de locuitori și o suprafață totală de 20.494,0 km2, Nakhon Ratchasima este a 2-a provincie din Thailanda ca mărime după numărul populației și a 1-a după mărimea suprafeței.